# Giovanni de Gregorio
Giovanni de Gregorio (Messina, 20 de janeiro de 1729 - Roma, 11 de julho de 1791) foi um cardeal do século XVIII e XIX

## Nascimento
Nasceu em Messina em 20 de janeiro de 1729. De família nobre; duques de Tremestieri em 1648. Terceiro dos três filhos de Leopoldo De Gregorio, marquês de Squillace e príncipe de S. Elia, ministro e secretário de Estado das Duas Sicílias, e sua primeira esposa, Giuseppa (Gioseffa) Mauro Grimaldi. Os outros irmãos eram Francesco e Giuseppe. Meio-irmão paterno do cardeal Emmanuele de Gregorio (1816). Seu sobrenome também está listado como Gregorij e Gregorj.

## Educação
... "ricevette una educazione propria della sua distinta nascita..." (1) .

## Sacerdócio
Ordenado durante o pontificado do Papa Bento XIV (nenhuma informação adicional encontrada). Nomeado prelado doméstico por aquele papa. No pontificado do Papa Clemente XIII, obteve o posto de abbreviatore di parco maggiore na Chancelaria Apostólica, após pagar 8.000 escudos ; mais tarde, tornou-se decano dos abreviadores . Referendário dos Tribunais da Assinatura Apostólica de Justiça e de Graça, 3 de agosto de 1747. Governador de Rieti, 4 de dezembro de 1748. Governador de Fano, 3 de julho de 1751. Relator do SC da Sagrada Consulta, outubro de 1754. Arquimandrita comendador de S. Salvatore di Messina de julho de 1757 até sua morte. Clérigo da Câmara Apostólica, julho de 1766. Presidente daZecca , janeiro de 1767. Presidente da Grascia , maio de 1776. Auditor geral da Câmara Apostólica, junho de 1778.

## Cardinalato
Criado cardeal sacerdote no consistório de 14 de fevereiro de 1785; recebeu o chapéu vermelho em 17 de fevereiro de 1785; e o título de SS. Trinità al Monte Pincio, 11 de abril de 1785. Atribuído às SS. CC. da Sagrada Consulta , Bispos e Regulares, Indulgências e Relíquias Sagradas, e Consistorial. Protetor da Ordem dos Monges de S. Basílio. Camerlengo do Sagrado Colégio dos Cardeais de 30 de março de 1789 até 29 de março de 1790.

## Morte
Morreu em Roma em 11 de julho de 1791. Exposto e enterrado em seu título, SS. Trinità al Monte Pincio, onde também ocorreu o funeral